# Intragna (Ticino)
Verscio és un municipi del cantó de Ticino (Suïssa), situat al districte de Locarno.